# Geschichte der Juden in Rumänien

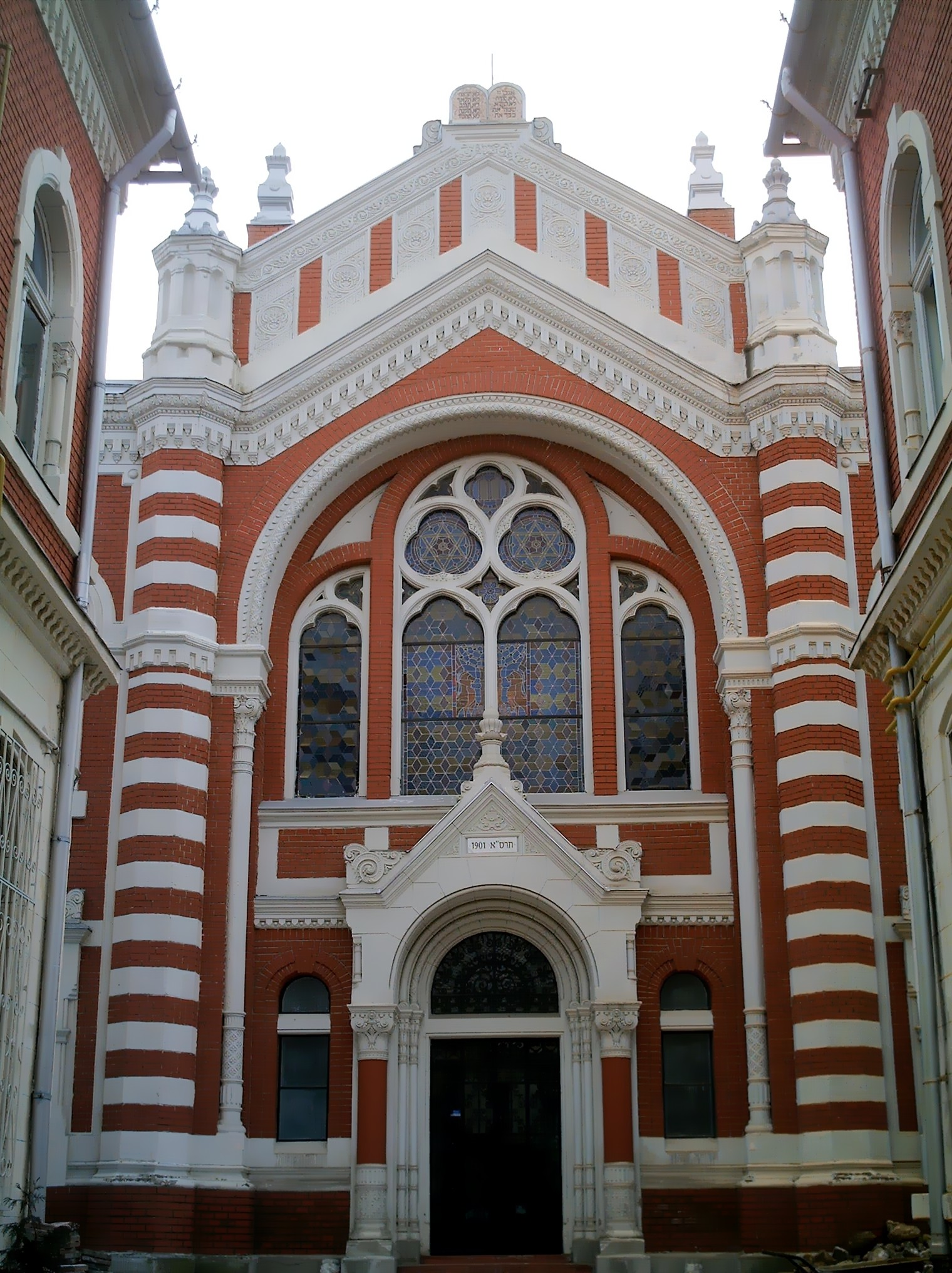
Synagoge in Brașov

Die Geschichte der Juden in Rumänien beginnt nach archäologischen Funden zur Zeit des Römischen Reiches. Schriftliche Überlieferungen gibt es seit dem frühen Mittelalter.
Nach der Bildung des vereinigten Fürstentums Rumänien 1859 stießen Bestrebungen, die verfassungsmäßige Gleichberechtigung der Juden durchzusetzen, zunächst inner- und außerparlamentarisch auf massiven Widerstand.
Andererseits boten sich neue Möglichkeiten. So wurde 1876 in Iași das erste jiddische Theater in Europa gegründet.
Rechte erhielten die Juden formal nach Intervention des Berliner Kongresses 1878, diese waren aber praktisch wertlos, da den meisten Juden die rumänische Staatsbürgerschaft verweigert wurde.
Im Jahre 1881 entstand im Königreich Rumänien die erste zionistische Organisation weltweit.
Nach dem Ersten Weltkrieg besserte sich die rechtliche Stellung der Juden; sie konnten mit einigen Einschränkungen am gesellschaftlichen, kulturellen und politischen Leben teilnehmen. Mit dem Regierungswechsel im Jahre 1937 wurde der Antisemitismus offen zur Staatspolitik erklärt.
Im Zweiten Weltkrieg wurden unter dem rumänischen Diktator Ion Antonescu in Zusammenarbeit mit NS-Deutschland rund 350.000 Juden getötet. Die systematischen Judenverfolgungen gingen ab Sommer 1942 allmählich zurück und endeten mit dem Sturz Antonescus am 23. August 1944. In der Nachkriegszeit und während der Herrschaft der Kommunistischen Partei wanderten die meisten Juden nach Israel und in die USA aus. In den 1990er Jahren begann zögernd eine kontroverse öffentliche Aufarbeitung der rumänischen Beteiligung am Holocaust.

## Anfänge
Über eine frühe jüdische Besiedlung des heutigen Rumänien nach der Zeitenwende gibt es nur wenig Erkenntnisse. Möglicherweise bestanden noch zur Zeit des Römischen Reiches vom 2. bis zum 4. Jahrhundert n. Chr. jüdische Siedlungen an der Schwarzmeerküste der Dobrudscha, d. h. in der römischen Provinz Moesia inferior (Niedermösien). Anfang des 2. Jahrhunderts kamen Juden zunächst als römische Legionäre, später auch als Händler in die Provinz Dacia (Dakien). Hiervon zeugen Grabinschriften und Münzfunde, darunter eine Prägung aus der Zeit von Bar-Kochba (133 n. Chr.). Über eine mögliche Kontinuität jüdischen Lebens zwischen der Antike und dem Mittelalter in der Region ist nichts bekannt. Vermutlich ging die jüdische Kultur Dakiens in der Zeit der Völkerwanderung unter.

## In den Donaufürstentümern
Der Begriff „Donaufürstentümer“ umfasst die Walachei und die Moldau, die die Vorläufer des sich 1859/62 konstituierenden rumänischen Staates waren. Insgesamt waren die Juden in der Moldau deutlich zahlreicher vertreten, ihre Lebensbedingungen besser als in der Walachei. Für 1848 wurden in der Moldau ca. 60.000 Juden angenommen, gegenüber ca. 6000 in der Walachei.

### Fürstentum Walachei

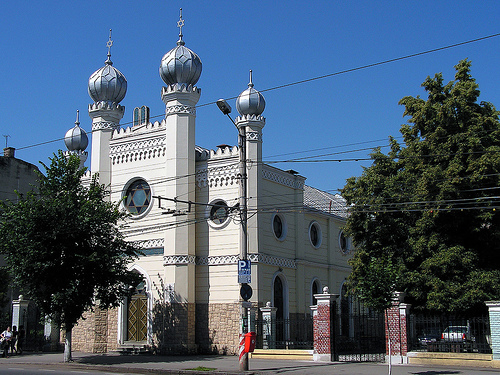
Neologe Synagoge in Cluj-Napoca

Bereits während der Anfänge des Fürstentums Walachei, besonders unter dem Fürsten Vladislav I., wanderten dort Juden ein, die während der Herrschaft von Ludwig I. (1342–1382) aus dem Königreich Ungarn fliehen mussten. Aus der Zeit von Vlad III. Drăculea (1456–1462) werden Judenverfolgungen berichtet. Fürst Mihai Viteazul ordnete 1594 eine Massenhinrichtung an, der auch viele Juden zum Opfer fielen. Diese Maßnahme war wohl allerdings nicht explizit gegen Juden, sondern gegen alle fremden Kreditgeber gerichtet. In der Folge wechselten Phasen weitgehender Duldung mit Abschnitten von eher minder ausgeprägten Verfolgungen. Fürst Matei Basarab versuchte 1633, die Juden der Walachei zum Christentum zu bekehren, indem er Konvertiten wichtige Ämter übertrug. Constantin Brâncoveanu gewährte den Juden einige Privilegien. Sein Nachfolger Ștefan Cantacuzino ließ die Bukarester Synagoge zerstören. Im 18. Jahrhundert entstand eine zunächst religiös begründete antisemitische Literatur. Darin wurden immer wieder die Juden des rituellen Kindesmordes beschuldigt, so dass sich 1804 der Fürst Constantin Ipsilanti veranlasst sah, die orthodoxe Geistlichkeit zur Ordnung zu rufen. 1812 – während des Russisch-Türkischen Krieges – plünderten kalmückische Truppen die Hauptstadt Bukarest, zerstörten dabei vor allem das jüdische Viertel und töteten zahlreiche jüdische Einwohner. Zwei Jahre später kam es in der Stadt zu einem Pogrom, dem 128 jüdische Einwohner zum Opfer fielen.
Im zweiten Drittel des 19. Jahrhunderts wurde der Arzt und Schriftsteller Julius Barasch (1815–1863), „der Mendelssohn Rumäniens“ genannt, zum Sprecher der jüdischen Gemeinden in Bukarest und der ganzen Walachei. Er gründete die erste „weltliche“ (nicht-orthodoxe) jüdische Schule in Bukarest, förderte die Haskala und setzte sich für die Aufhebung der die Juden betreffenden Sondergesetze und die „bürgerliche“ (zivilrechtliche) Gleichstellung der Juden ein.

### Fürstentum Moldau
Noch vor Gründung des Fürstentums Moldau ließen sich Juden in den Städten Bârlad und Galați nieder. Später erhielten die bereits ansässigen und die neu eingewanderten Juden von den Herrschern Petru Musat (1391–1394) und Alexandru cel Bun (1400–1432) umfangreiche Zugeständnisse. Ștefan cel Mare (1457–1504) brachte von seinen erfolgreich geführten Feldzügen gegen Polen jüdische Gefangene mit, die sich ebenso wie eine größere Zahl freiwilliger jüdischer, aus Polen stammender Ansiedler in der Moldau niederließen. Auch im 16. und 17. Jahrhundert wanderten weitere – erneut überwiegend aus Polen stammende – Juden in die Moldau ein, besonders während der judenfeindlich geprägten Aufstände unter Bohdan Chmelnyzkyj (1648–1657). Zu Beginn des 18. Jahrhunderts waren bereits zahlreiche Städte der Moldau von Juden bewohnt. Lokale Adlige riefen weitere Juden ins Land, um durch Kriege und Krankheiten verheerte Regionen wieder zu besiedeln und auch Städte neu zu gründen. Die meisten Juden arbeiteten als Handwerker, Händler und Schankwirte. Bei einer Volkszählung im Jahr 1793 wurden in der Moldau 4000 jüdische Steuerzahler registriert, was etwa 25.000 Einwohnern entsprechen dürfte. Ab dem Ende des 18. Jahrhunderts kamen viele Juden aus dem benachbarten, unter österreichischer Herrschaft stehenden Galizien, um dem Militärdienst zu entgehen, sowie aus Russland. Auch waren die wirtschaftlichen Verhältnisse zu jener Zeit in der Moldau wohl besser als in Galizien und in Russland. Im Jahre 1859 kam es in Galați zu einer Anklage wegen eines angeblichen Ritualmordes; die Beschuldigten wurden jedoch freigesprochen.

## Im vereinigten Rumänien

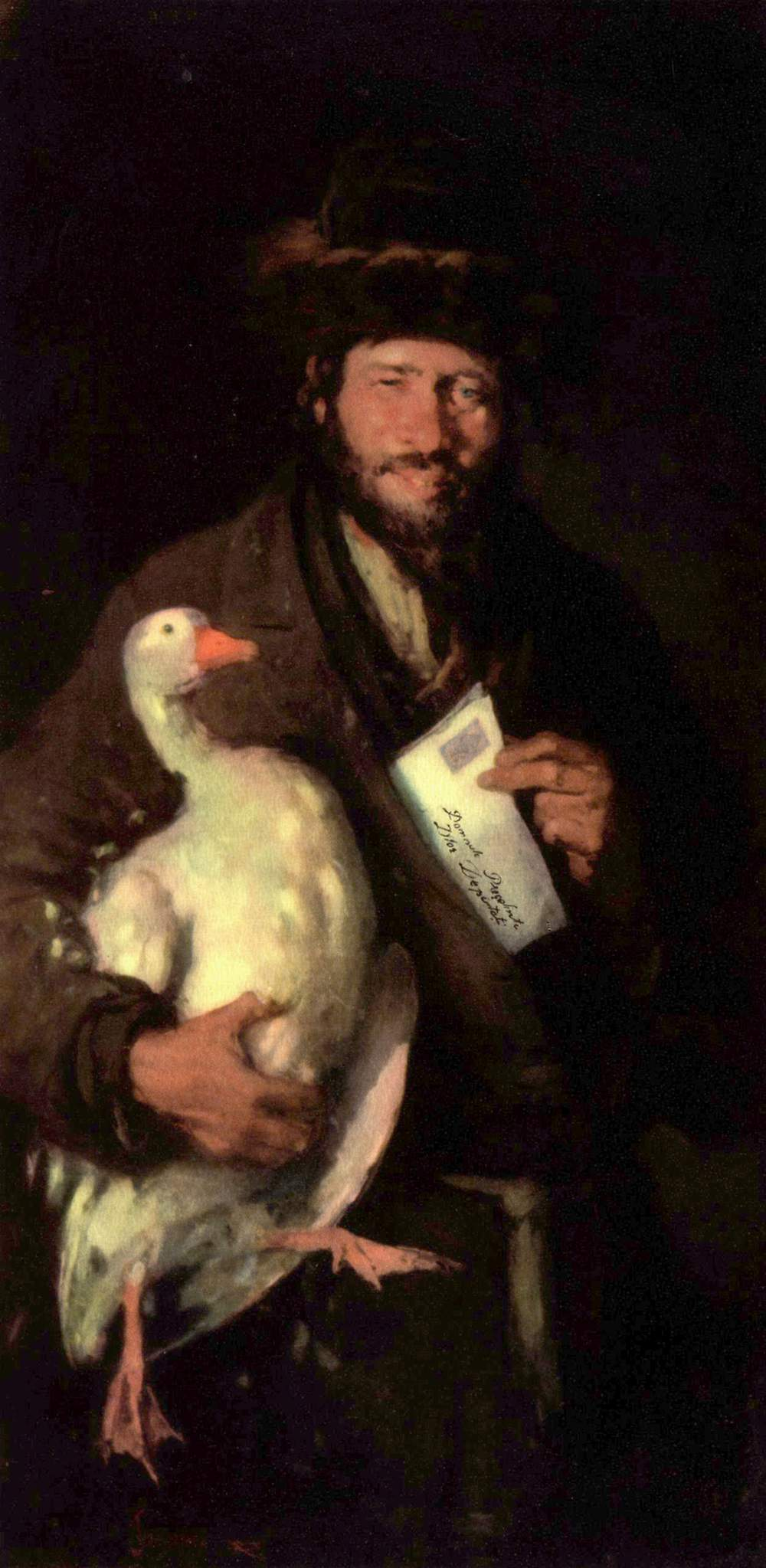
Nicolae Grigorescu: Jude mit Gans (ca. 1880)

Die Frage, wie mit der jüdischen Minderheit umgegangen werden sollte, beschäftigte die Repräsentanten des rumänischen Staatsvolkes seit Beginn des Einigungsprozesses. Während der revolutionären Ereignisse von 1848 forderten die nationalen und liberalen rumänischen Kräfte die Gleichberechtigung der Juden; ihre später in Regierungsverantwortung gekommenen Vertreter verfolgten jedoch meist eine repressive Politik. Den Juden wurde vorgeworfen, sie würden sich nicht assimilieren, den Handel monopolartig beherrschen und als Schankwirte die rumänischen Bauern durch Alkoholabgabe schädigen.
Im Jahre 1859 wurde das Fürstentum Rumänien gebildet aus den Fürstentümern Moldau und Walachei. Hauptstadt wurde Iași.
Ministerpräsident Ion C. Brătianu versuchte 1867 zunächst, die verfassungsmäßige Gleichberechtigung der Juden durchzusetzen, stieß damit jedoch inner- und außerparlamentarisch auf massiven Widerstand. In Bukarest wurde eine Synagoge zerstört, in Iași und in zahlreichen anderen Städten der Moldau kam es zu Unruhen. In Galați warfen Soldaten 18 Juden in die Donau, von denen zwei ertranken. Um seinen politischen Rückhalt nicht zu verlieren, gab Brătianu das Vorhaben der Gleichberechtigung der Juden auf und erließ mehrere Bestimmungen, in denen Juden untersagt wurde, in ländlichen Gemeinden zu wohnen, Land zu pachten, Gasthofsbesitzer oder Schankwirt zu werden. Die pogromartigen Ausschreitungen und die repressive Gesetzgebung veranlassten europäische Großmächte zu diplomatischen Interventionen, was kurzzeitig zu einem Ende der Unruhen führte. Aber schon im April 1868 wurden in Bacău der jüdische Friedhof geschändet und 500 Familien vertrieben, nachdem man ihre Häuser in Brand gesteckt hatte. Nach erneutem internationalem Aufsehen kam es zu einer Phase relativer Ruhe – abgesehen von lokal begrenzten Ausschreitungen von 1870 bis 1872 –, die gesetzlich festgelegten Rechtsbeschneidungen der Juden blieben jedoch in Kraft. Das Osmanische Reich, formal noch Suzerän des rumänischen Fürstentums, forderte das rumänische Kabinett vergeblich auf, die Rechte der Juden zu wahren. Der Fürst und spätere König Carol I. schritt nur halbherzig gegen die legislativen und sonstigen Missstände ein. Auf der anderen Seite verhinderte Brătianu weiterführende antisemitische Gesetzesvorlagen, die von rumänischen Nationalisten in der Moldau eingebracht wurden.
Die grundlegend veränderte Situation führte dazu, dass die bis etwa 1860 recht rege Einwanderung praktisch vollständig zum Erliegen kam.
1876 wurde in Iași das erste jiddische Theater überhaupt durch Abraham Goldfaden gegründet. In Bukarest fanden in diesem Jahr ebenfalls erstmals jiddische Theateraufführungen statt.
1878 wurde Rumänien unabhängig vom Osmanischen Reich.
Der Berliner Kongress 1878 garantierte zwar religiöse Gleichberechtigung auf dem Balkan, doch Rumänien umging systematisch diese Verpflichtung und institutionalisierte die Unterdrückung der jüdischen Bevölkerung durch Gesetze, Gewalt und Entrechtung. Bei der rechtlichen Diskriminierung wurde hinsichtlich er Staatsbürgerschaft die Bestimmungen des Artikel 44 des Berliner Vertrags ignoriert. Juden blieben staatenlos, da die Naturalisation nur durch parlamentarische Abstimmung möglich war – ein Prozess, der durch Korruption und Willkür gekennzeichnet war (z. B. nur 85 Naturalisierungen zwischen 1881 und 1900). Der Status vieler Juden als „Ausländer“ diente dabei als rechtliche Grundlage; die „Naturalisierung“ – d. h. die Verleihung der staatsbürgerlichen Rechte – wurde sehr schleppend und restriktiv gehandhabt. Dies ermöglichte auch die Ausweisung kritischer jüdischer Journalisten aus dem Land. Bis 1916 wurden nur 883 jüdische Soldaten, die im Unabhängigkeitskrieg 1877/78 gekämpft hatten, sowie einige hundert andere Juden eingebürgert.
Die wirtschaftliche Existenz wurde vernichtet: Gesetze verboten Juden den Zugang zu Berufen wie Handel, Handwerk, Medizin, Pharmazie und Rechtsberufen. Sogar der ambulante Handel („Hausiergesetz“ von 1884) und der Verkauf von Lotterielosen (1883) wurden verboten, was tausende Familien ruinierte. 
Juden wurden aus ländlichen Gemeinden vertrieben, oft gewaltsam. Kommunalverwaltungen verweigerten ihnen das Wohnrecht, selbst in städtischen Gebieten. Neben den gesetzlichen, eher indirekt gegen Juden gerichteten Maßnahmen verfügten einige Gemeinden ungesetzliche Repressalien gegen Juden (meist willkürliche Erhebung von Steuern), die von den übergeordneten Behörden geduldet wurden. Immer wieder aufflammende Ausschreitungen gegen Juden blieben in der Regel für die Täter ohne juristische Folgen.
Gesetze von 1893/1896 schlossen jüdische Kinder aus staatlichen Schulen aus, selbst privat organisierter Unterricht wurde sabotiert (z. B. Zwang zur Öffnung an Sabbaten).
Juden durften nicht als Ärzte in öffentlichen Einrichtungen arbeiten, und jüdische Patienten erhielten nur begrenzten Zugang zu Krankenhäusern (max. 10 % der Betten).
Das Verhältnis zu den jüdischen Einwohnern war durch Pogrome und Polizeibrutalität geprägt: Regelmäßige Ausschreitungen (z. B. Bukarest 1897, Jassy 1898), unterstützt durch Behörden, führten zu Plünderungen, Vergewaltigungen und Morden. Die Justiz deckte Täter systematisch.
Juden mussten beim Militär dienen, durften aber keine Offiziersränge erreichen und wurden während des Dienstes schikaniert. Gleichzeitig wurden ihre Familien vertrieben.
Viele Juden wanderten aus: Auswanderungswellen ab den 1880er Jahren nach Palästina, Europa (London, Paris) und vor allem in die USA. Schätzungen zufolge verließen zwischen 1882 und 1900 über 45.000 Juden das Land, viele als mittellose Flüchtlinge. Die rumänische Regierung förderte die Auswanderung aktiv, um die „jüdische Frage“ zu „lösen“.Der Berliner Vertrag erwies sich als wirkungslos. Rumänische Politiker nutzten diplomatische Manipulation, um internationale Kritik abzuwehren, während europäische Staaten wirtschaftliche Interessen über Menschenrechte stellten. Jüdische Organisationen (z. B. Alliance Israélite Universelle) protestierten vergeblich gegen die systematische Entrechtung.
Rumäniens Politik schuf ein Apartheid-ähnliches System, das Juden zu rechtlosen „Paria“ degradierte. Die anhaltende Verfolgung führte zu einer massiven Diaspora, während die internationale Gemeinschaft versagte. Dieser Zustand prägte die rumänisch-jüdische Geschichte bis ins 20. Jahrhundert hinein.
1881 entstand Chibbat Zion, die erste zionistische Organisation überhaupt, mit Sitz in Galați.
Bei einer Volkszählung 1889 bezeichneten sich 266.652 Einwohner Rumäniens als Juden; damit betrug der Anteil an der Gesamtbevölkerung 4,5 Prozent.
1895 wurde in Bukarest eine „Antisemitische Allianz“ (rumänisch Alianța Antisemită) gegründet, der mehrere Politiker nahestanden und die sich für eine weitere Verschärfung der gegen Juden gerichteten Maßnahmen einsetzte.
Im Jahr 1900 kam es zu einer großen Auswanderungswelle von Juden aus Rumänien; die meisten von ihnen gingen in die USA. Teilweise begangen sie die Flucht zu Fuß als sogenannte Fusgeyer. Die rumänischen Behörden registrierten bald, dass sich dadurch schwere wirtschaftliche Nachteile besonders in der Moldau ergaben; die ursprünglich willkommene Auswanderung wurde untersagt. Von der Gründung Rumäniens bis zum Ausbruch des Ersten Weltkrieges verließen trotzdem insgesamt über 70.000 Juden das Land.
Im Februar und März 1907 kam es vor allem in der Moldau zu einem großen Bauernaufstand, der in der großen Not der rumänischen Bauern begründet war, aber auch antisemitische Züge hatte. Die meisten Juden durften als „Ausländer“ kein Land besitzen, fungierten für die Großgrundbesitzer – die Bojaren – jedoch als Zwischenpächter, die im Auftrag der Bojaren das Land an arme Bauern für Wucherzinsen weiterverpachteten und dabei teilweise selbst zu beträchtlichem Reichtum gelangten. Diese Juden waren bei den Bauern besonders verhasst. Die Ausschreitungen gegen Juden wurden von den rumänischen Behörden zunächst toleriert; da der Aufstand sich jedoch rasch auch gegen die Regierung richtete und die Stabilität des Staates bedrohte, wurde er von der Armee brutal niedergeschlagen.
Im Ersten Weltkrieg kämpften etwa 30.000 Juden in der rumänischen Armee, obwohl die allermeisten von ihnen nach wie vor nicht die Staatsbürgerschaft besaßen.

## Großrumänien

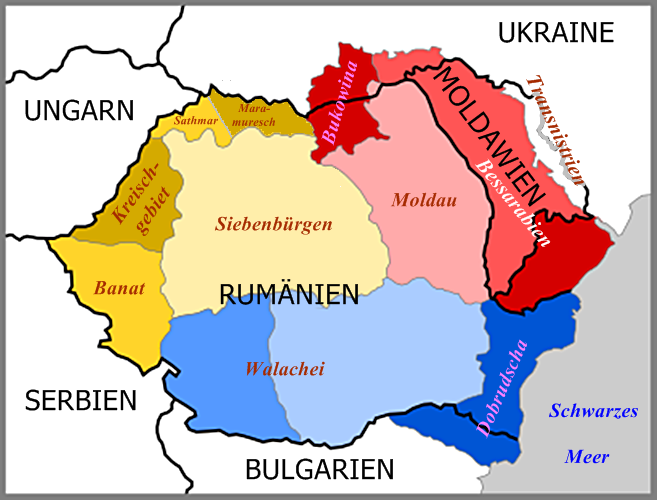
Historische Regionen Rumäniens

Juden in Großrumänien (1930)

Nach dem Ersten Weltkrieg erhielt Rumänien – unter anderem im Vertrag von Trianon – große Gebiete zugesprochen, die sein Territorium und auch die Zahl der Juden mehr als verdoppelten. Die Gesamtbevölkerung erhöhte sich von 7,5 auf 16 Millionen, die Zahl der Juden auf knapp 800.000. Davon lebten etwa 230.000 im ursprünglichen Staatsgebiet, 240.000 in Bessarabien, 130.000 in der Bukowina und 200.000 in den ehemals ungarischen Gebieten (Siebenbürgen, Banat, Kreischgebiet, Sathmar, Maramuresch). Die Gebietszuwächse erfolgten unter der Bedingung, dass den Juden und den anderen nationalen Minderheiten die vollen staatsbürgerlichen Rechte zugesprochen würden. Die Umsetzung dieser Auflage war in den politisch maßgeblichen Kreisen des Landes nicht unumstritten; Ministerpräsident Ion I. C. Brătianu trat 1919 auch deshalb zurück, weil er eine kollektive Gleichstellung der Juden nicht mittragen wollte.
1923 wurde eine neue Verfassung und in der Folge mehrere Gesetze verabschiedet, die den Juden Rumäniens das Erlangen der Staatsbürgerschaft ermöglichte. Die Juden konnten nun am gesellschaftlichen, politischen und kulturellen Leben des Landes teilhaben. So gelang es einer jüdischen Partei 1932, fünf Abgeordnete ins rumänische Parlament zu entsenden. Der Zugang zu staatlichen Schulen war weitgehend ungehindert; zudem bestanden zahlreiche jüdische Schulen, in denen auf Jiddisch oder Hebräisch unterrichtet werden konnte. Höhere Posten in der staatlichen Verwaltung, höhere militärische Ränge und Universitätsprofessuren blieben den Juden jedoch verwehrt.
Ende der 1920er Jahre gewann die Eiserne Garde, eine rechtsextreme Organisation, zunehmend Einfluss auf das politische Leben und wurde eine Massenbewegung. Ihr Führer Corneliu Zelea Codreanu vermochte es, vor allem mit antisemitischen Thesen einen bedeutenden Teil besonders der Landbevölkerung, aber auch mittlere Gesellschaftsschichten und Studenten, hinter sich zu bringen. Auch die zunehmende politische Instabilität verschlechterte die Situation der Juden.
Ende 1937 bildete Octavian Goga eine Regierung, an der sich auch Alexandru C. Cuza von der National-christlichen Verteidigungsliga (Liga Apărării Național Creștine) beteiligte. Der Antisemitismus wurde offen zur Staatspolitik erklärt. Am 22. Januar 1938 erging ein Gesetz, auf dessen Grundlage 36 Prozent der Juden die bereits verliehene Staatsbürgerschaft wieder entzogen wurde. Ähnlich wie im nationalsozialistischen Deutschland entfernten zahlreiche akademische Berufsstände Juden aus ihren Standesvertretungen.
Im Februar 1938 begann unter Carol II. eine Königsdiktatur. Juden durften nicht mehr in der Armee dienen, mussten dafür aber eine hohe Ablösesumme entrichten. Eheschließungen zwischen Christen und Juden wurden verboten. Rumänien kam zunehmend in wirtschaftliche und politische Abhängigkeit vom Deutschen Reich. 1940 musste Rumänien im Ergebnis des Hitler-Stalin-Paktes Bessarabien und den Norden der Bukowina an die Sowjetunion abtreten. Auf ihrem Rückzug aus diesen Gebieten ermordeten rumänische Soldaten zahlreiche Juden.
Nach dem Zweiten Wiener Schiedsspruch 1940 zwang General Ion Antonescu Carol II. zum Rücktritt und regierte nun seinerseits mit diktatorischen Vollmachten. Zunächst beteiligten sich auch Angehörige der Eisernen Garde unter ihrem nunmehrigen Führer Horia Sima an der Regierung; es kam zu zahlreichen gewalttätigen Ausschreitungen gegen Juden. Vom 21. bis zum 23. Januar 1941 inszenierte die Eiserne Garde einen Putschversuch, mit dem sie die vollständige Kontrolle über die Regierung erlangen wollte. Im Zuge dieser Ereignisse kam es in Bukarest zu einem Pogrom, das 120 Todesopfer forderte. Zudem wurden 25 Synagogen zerstört, 600 jüdische Geschäfte und die gleiche Zahl jüdischer Wohnungen geplündert. Im Machtkampf setzte sich Antonescu gegen die Eiserne Garde durch, was jedoch am zunehmend antijüdischen Regierungsstil nichts änderte. Jüdischer Land- und Immobilienbesitz wurde enteignet, Juden der Besuch staatlicher Schulen untersagt, alle jüdischen Staatsangestellten entlassen.

## Rumänien und der Holocaust

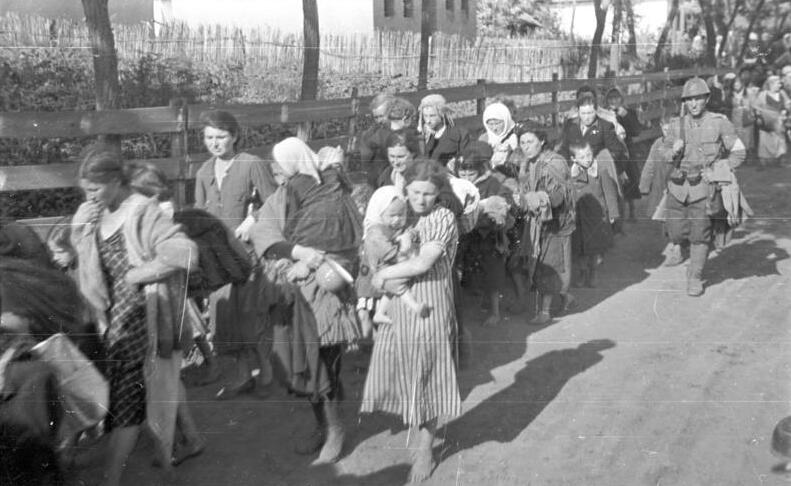
Deportation jüdischer Frauen, überwacht von einem rumänischen Soldaten, 17. Juli 1941

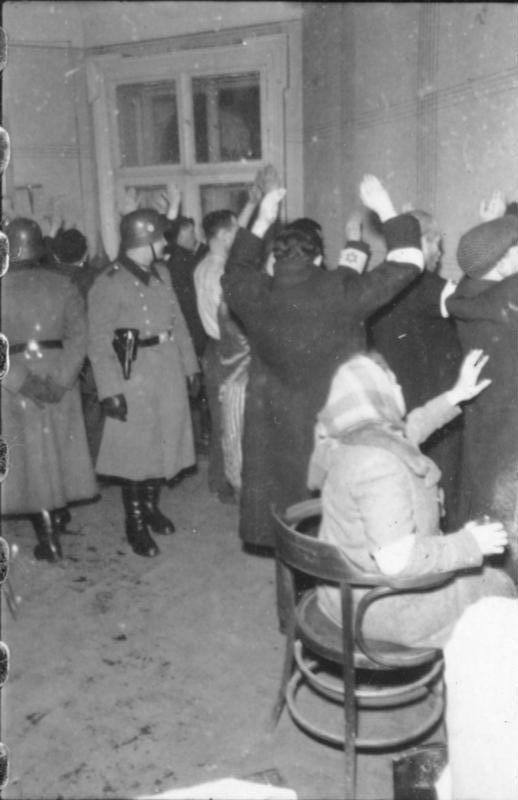
Festnahme von Juden in Rumänien am 22. Dezember 1941, Aufnahme aus dem Bundesarchiv

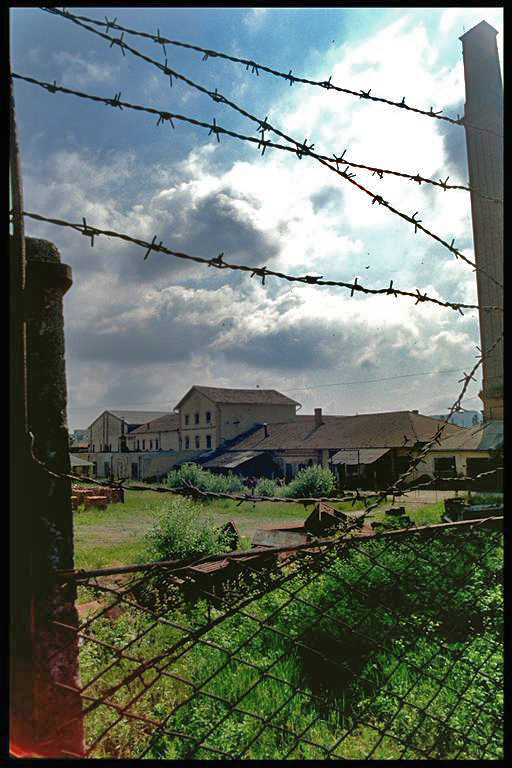
Ziegelfabrik am Stadtrand von Targu Mures. Hierher wurden im Jahr 1944 die Juden der Umgebung verbracht, bevor sie nach Auschwitz deportiert wurden. Das Foto entstand 1997. Das Gelände wurde später überbaut.

Am 21. Juni 1941, also noch einen Tag vor dem Überfall auf die Sowjetunion und dem damit verbundenen Kriegseintritt Rumäniens auf deutscher Seite, verfügte Marschall Antonescu, dass alle Juden aus ländlichen Regionen in Städte zu deportieren seien. Fast alle erwachsenen jüdischen Männer wurden zur Pflichtarbeit herangezogen. Ein großer Teil der in privatem jüdischem Besitz befindlichen Immobilien wurde enteignet; gleiches galt für die Liegenschaften der jüdischen Gemeinden. Alle jüdischen Staatsangestellten wurden entlassen, ebenso viele private Arbeitnehmer. Zahlreiche jüdische Kaufleute wurden durch eigens erlassene Gesetze und Vorschriften in den Ruin getrieben.
Am 29. Juni 1941, wenige Tage nach dem Beginn des Überfalls, ermordeten Soldaten der deutschen Wehrmacht zusammen mit rumänischen Militär- und Polizeieinheiten, Geheimdienstmitarbeitern und Angehörigen der Zivilbevölkerung beim Pogrom von Iași etwa 13.000 Juden.
In wenigen Wochen eroberten rumänische Truppen die ein Jahr zuvor an die Sowjetunion verlorenen Gebiete Nordbukowina und Bessarabien zurück, wodurch zahlreiche weitere Juden erneut in den Machtbereich Antonescus gerieten. Die zurückgewonnenen Gebiete wurden einem Sonderregime unterstellt, das die ungestörte Durchführung der ethnischen Säuberungen ermöglichen sollte.
Anfang Juli 1941 kündigte Antonescu vor dem Ministerrat eine umfassende „Säuberung“ des rumänischen Volkes von „volksfremden Elementen“ an und forderte gnadenloses Vorgehen gegen die Juden der zurückeroberten Gebiete. Am 12. Juli 1941 befahl er den Behörden Bessarabiens und der Bukowina, sofort mit der „Reinigung des Landes“ (rumänisch Curăţirea terenului) zu beginnen. Diese euphemistische Wortschöpfung stand für den Holocaust in Rumänien, analog zum Ausdruck „Endlösung der Judenfrage“ in der Sprache des Nationalsozialismus.
Das Ausmaß der physischen Verfolgung war in Rumänien regional sehr verschieden. Den Juden Bessarabiens und der Nordbukowina unterstellte die rumänische Führung pauschal, sie hätten mit der Sowjetunion sympathisiert. Fast alle Juden aus diesen Gebieten wurden ab Juli 1941 in dafür eingerichtete Lager in Bessarabien (unter anderem Chișinău, Vertiujeni bei Florești, Mărculești, Edineț, Secureni) und bis Oktober weiter nach Transnistria deportiert. Diese Maßnahme wurde kurze Zeit später auch auf viele Juden der Südbukowina ausgedehnt. Die Juden in den übrigen Landesteilen (Moldau, Walachei, Dobrudscha, Banat, Südsiebenbürgen, südliches Kreischgebiet) wurden in der Regel nicht deportiert; Ausnahmen waren Juden, die sich „kommunistisch“ betätigten, die der Pflichtarbeit fernblieben, und „Spekulanten“.
In den Lagern Transnistriens und auf dem Weg dorthin starben viele der Deportierten an Krankheiten und Hunger. Zudem fanden immer wieder Massenerschießungen statt. Von den 190.000 Insassen lebten bei Ankunft der Roten Armee noch etwa 50.000.
Ab 9. September 1941 wurden die Juden östlicher Teile Rumäniens in das Gouvernement Transnistrien deportiert. Die vom NS-Regime aufgestellte Einsatzgruppe D der Sicherheitspolizei und des SD und rumänische Soldaten ermordeten dort gemeinsam mehr als 115.000 ukrainische Juden. Die örtliche Bevölkerung beteiligte sich daran, weil sie sich das Eigentum der Erschossenen aneignen durfte. Zehntausende weitere deportierte Juden starben in provisorischen Lagern entlang des Dnisters an Mangelkrankheiten und Hunger.
1942 wurden 25.000 Roma nach Transnistrien deportiert, von denen zwischen 11.000 und 19.000 dort starben. Auch mit dieser Deportation beauftragte Antonescu den General Vasiliu. Dieser bezeichnete seine Aufgabe als „Einsammeln und Fell Abziehen streunender Hunde“.
Ab Sommer 1942 versprach Antonescu dem NS-Regime schriftlich, auch die Juden Altrumäniens der Vernichtung auszuliefern. Aus machttaktischen Gründen wurde dieser Vertrag nicht umgesetzt. Im Gegensatz zu Deutschland und dessen Machtbereich, wo Hitler mit der ungünstiger werdenden militärischen Lage die Vernichtung der Juden immer weiter forcierte, ließen die Verfolgungen in Rumänien ab 1942 nach. Die geplante Deportation der in den rumänischen Städten konzentrierten Juden nach Transnistrien unterblieb weitgehend. Auch die von den Deutschen erhoffte und von Ion Antonescu bereits prinzipiell gegebene Zusage, die Juden Rumäniens an Deutschland auszuliefern, wurde nicht umgesetzt. Noch im Juli 1942 ging Adolf Eichmann davon aus, dass um den 10. September 1942 mit der Auslieferung begonnen werde. Der SS-Sturmbannführer Gustav Richter sollte diese Maßnahmen organisieren.
Antonescu verschob die Deportationen immer wieder und sagte sie schließlich ganz ab. Als Gründe werden von Historikern Interventionen aus neutralen Drittstaaten angenommen. Auch soll die Familie Antonescus von reichen Juden bestochen worden sein. Zudem befürchtete Antonescu im Falle einer militärischen Niederlage Rumäniens Strafmaßnahmen der Alliierten.
Die Wiesel-Kommission kam 2004 zu dem Ergebnis, dass unter der Verantwortung und als Ergebnis der vorsätzlichen Politik der rumänischen Militär- und Zivilbehörden 280.000 bis 300.000 Juden ermordet wurden oder zu Tode gekommen sind, darunter zahlreiche ukrainische Juden, die rumänische Besatzungssoldaten im Kriegsverlauf töteten. So wurden in Transnistrien neben den Deportierten auch 105.000 bis 180.000 dort lebende Juden umgebracht, vor allem in Odessa, wo innerhalb weniger Tage 25.000 bis 30.000 Juden umgebracht wurden.
Einen Sonderfall stellen Nordsiebenbürgen, die Maramuresch, die Region Sathmar und das nördliche Kreischgebiet dar. Diese Gebiete gehörten während des Krieges nicht zu Rumänien, sondern infolge des Zweiten Wiener Schiedsspruches zu Ungarn. Die dort ansässigen Juden wurden 1944 in das KZ Auschwitz-Birkenau und in die anderen Vernichtungslager des Generalgouvernements gebracht und ermordet. Von den ursprünglich 130.000 Juden dieser Gebiete überlebten nur ca. 10.000.
Die Gesamtopferzahl lässt sich nur annähernd schätzen. Vor allem die Zahl der in Transnistrien von rumänischen Erschießungskommandos Getöteten ist unklar. Auch erschwerten die Nachkriegswirren im gesamten Europa die Erfassung der Überlebenden. Der Holocaustforscher Dieter Pohl schätzt, dass unter Antonescus Regierung bis zum Sommer 1942 etwa 350.000 Juden in Gebieten Großrumäniens ermordet wurden.
Die systematischen Judenverfolgungen in Rumänien endeten mit dem Sturz von Ion Antonescu am 23. August 1944 durch König Mihai I. und mit der Besetzung des Landes durch die Rote Armee. Constantin Vasiliu und Mihai Antonescu wurden wegen der Massenmorde von 1941 und anderer Verbrechen am 1. Juni 1946 hingerichtet.
Die israelische Gedenkstätte Yad Vashem hat 69 Rumänen, die unter Lebensgefahr jüdischen Mitmenschen während des Holocausts geholfen haben, den Titel Gerechter unter den Völkern verliehen.

## Die Nachkriegszeit und die Herrschaft der Kommunistischen Partei bis 1989

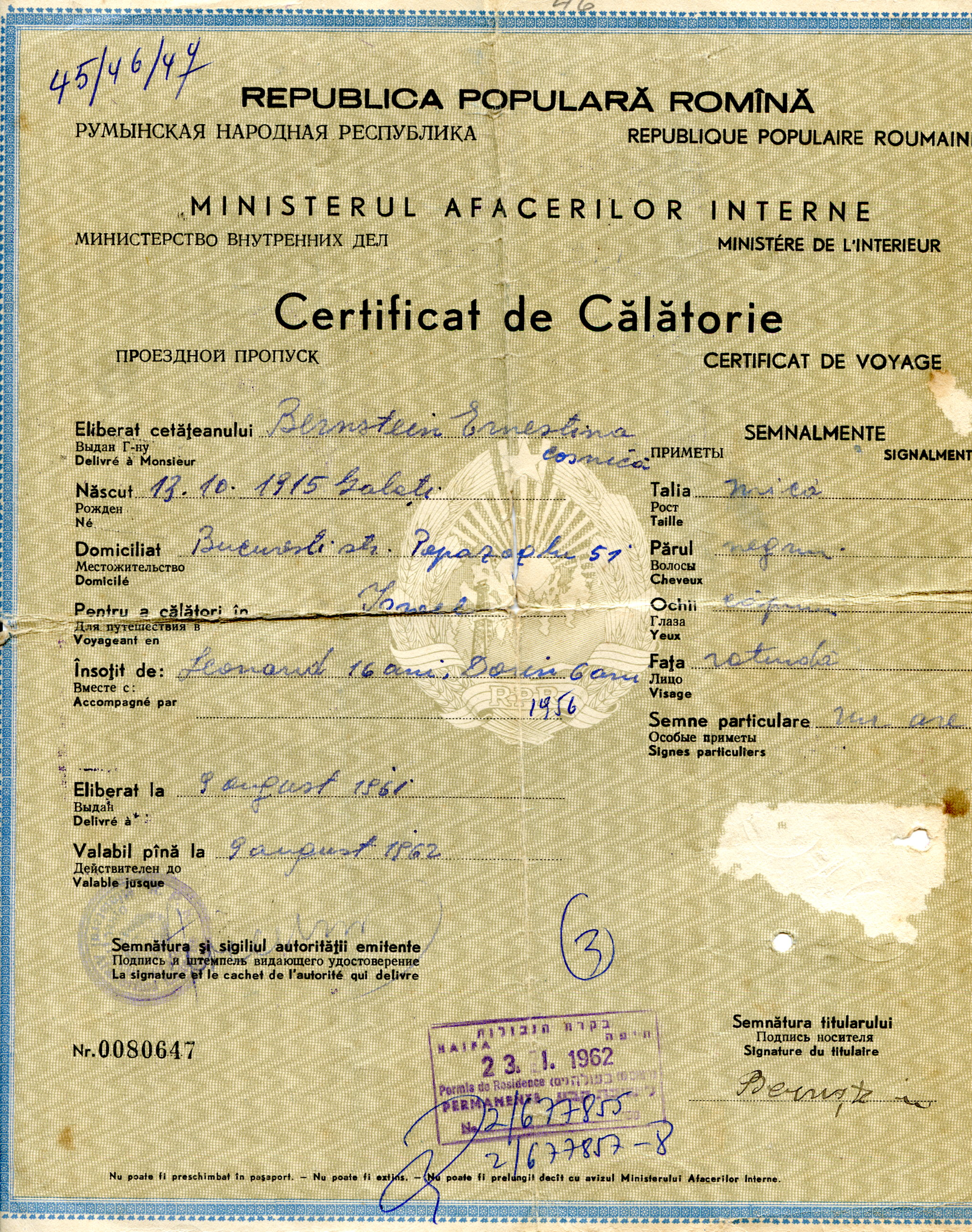
Ausreisedokument für einen rumänischen Juden (1962)

Nach dem Sturz Ion Antonescus lebten auf dem Gebiet Rumäniens – zu dem die Nordbukowina und Bessarabien erneut nicht mehr gehörten – etwa 285.000 Juden. Deren Zahl stieg bis 1946 durch die Rückkehr der überlebenden Deportierten und durch Einwanderung aus anderen osteuropäischen Ländern auf etwa 390.000.
Unmittelbar nach Ende des Zweiten Weltkrieges standen die meisten Juden unter dem Eindruck der traumatischen Erlebnisse der Entrechtung und der physischen Verfolgung. Zudem lebte ein großer Teil von ihnen durch die vorangegangenen Enteignungen und durch die hohe Arbeitslosigkeit in großer Armut. Viele waren auf die Unterstützung ausländischer jüdischer Organisationen angewiesen. Daher bestand bei den meisten Juden Rumäniens der Wunsch, das Land zu verlassen. Sie strebten überwiegend eine Ausreise nach Palästina an. Es entstand eine vielschichtige zionistische Bewegung mit zahlreichen Gruppierungen.
Diese Phase ging mit einer sich ständig ändernden politischen Konstellation einher. Nach dem Sturz Antonescus übernahm zunächst eine bürgerlich geprägte Allparteienregierung unter Einschluss der Kommunisten die Macht. Letzteren gelang es mit Unterstützung der Sowjetunion, ihren Einfluss immer weiter auszubauen und in den Jahren 1947/48 die vollständige Kontrolle über die Politik des Landes zu erhalten.
Die antijüdischen Gesetze wurden in den ersten Nachkriegsmonaten aufgehoben. Es konnten zahlreiche Schulen und Gymnasien eröffnen, in denen auf Jiddisch gelehrt wurde. Die Rückgabe des enteigneten Besitzes geschah jedoch nur unvollständig und zögerlich. Auch wegen der schlechten wirtschaftlichen Lage in Rumänien, das große Teile seines Staatsbudgets als Reparationsleistung an die Sowjetunion abführen musste, gestaltete sich die Wiedereingliederung in das Erwerbsleben schwierig. Eine finanzielle Wiedergutmachung erfolgte allenfalls ansatzweise. Aber auch der weiterschwelende Antisemitismus weiter Teile der rumänischen Bevölkerung hielt die rumänische Regierung von einer Unterstützung der jüdischen Minderheit ab.
Der Führer der rumänischen Juden in der Zwischenkriegszeit, Wilhelm Filderman, wurde 1945 verhaftet und konnte 1948 aus dem Land fliehen. Der Generalsekretär der Rumänischen Kommunistischen Partei (PCR) forderte während seiner Teilnahme an einer Versammlung von jüdischen Organisationen in Rumänien am 22. April 1946 die Bildung eines neuen Verbandes, des sogenannten Jüdisch-Demokratischen Komitees, als Untergruppe der PCR.
Dieser Versuch der Gleichschaltung der jüdischen Minderheit hatte jedoch kaum Erfolg.
Die Auswanderung der Juden wurde in den ersten Nachkriegsjahren von der rumänischen Regierung zunächst geduldet (teilweise sogar gefördert) und war eher durch die Beschränkung der Einwanderung seitens der britischen Besatzungsmacht in Palästina begrenzt. Die von der Sowjetunion stark abhängige kommunistische Staatsführung versuchte ab 1948 – als sich die Beziehungen zwischen der Sowjetunion und dem neugegründeten Israel drastisch verschlechterten – die Auswanderung zu bremsen.
Zu einer ersten größeren Auswanderungswelle kam es in den Jahren 1950/51, als sich Rumänien bereit erklärte, eine größere Zahl an Juden gegen wirtschaftliche Vergünstigungen freizugeben. So wurden von Israel Ölförderanlagen nach Rumänien geliefert. Im Gegenzug konnten 85.000 Juden das Land verlassen. Auch vereinbarten beide Länder, die Auswanderung von 5000 Juden monatlich zu ermöglichen. Die an Rumänien zu zahlenden Kosten von 8000 Lei pro Kopf übernahm das Joint Distribution Committee. Insgesamt verließen 118.000 Juden zwischen Mai 1948 und Ende 1951 das Land Richtung Israel. Als weitere Kompensation wurden Geflügelfarmen und andere agrarwirtschaftliche Betriebe von Israel geliefert.
Die antizionistische Propaganda der rumänischen Regierung ging jedoch weiter; den noch im Land befindlichen Juden wurde versprochen, dass sie im sozialistischen Rumänien ein besseres Leben erwarte als im kapitalistischen Israel. Diese Agitation war wenig erfolgreich; nach einer vorübergehenden Repression der Auswanderung erlaubte die Regierung zwischen 1956 und 1964 den meisten rumänischen Juden, die dies wünschten, die Ausreise. Außer nach Israel gingen viele Juden in die USA.
Während der Herrschaft der Kommunistischen Partei verließen insgesamt zwischen 300.000 und 350.000 jüdische Menschen das Land. Bei der letzten Volkszählung vor der Revolution 1989 bezeichneten sich noch 24.667 Bürger Rumäniens als Juden.
Unter der Herrschaft von Nicolae Ceaușescu wurde der Antisemitismus in gewissem Umfang Teil der nationalkommunistischen Ideologie. In den 1980er Jahren wurden auch entsprechende Zeitungsartikel toleriert. Auf der anderen Seite unterhielt Rumänien als einziges Land Osteuropas auch nach dem Sechstagekrieg 1967 noch diplomatische Beziehungen zu Israel.

## Nach der Rumänischen Revolution

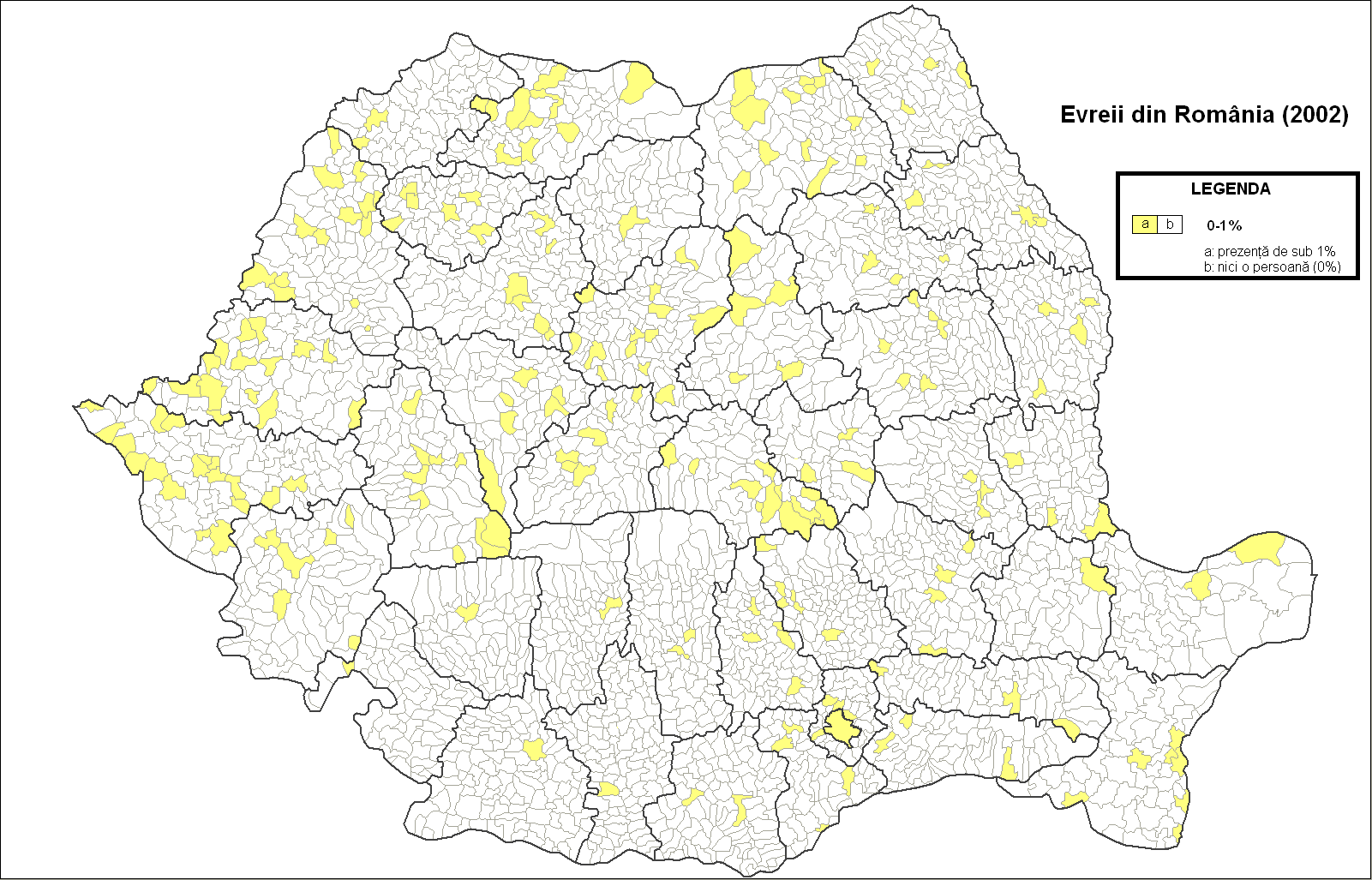
Die Verbreitung der Juden in Rumänien (Volkszählung 2002)

Nach dem Sturz Ceaușescus im Dezember 1989 verließen von den wenigen Zurückgebliebenen weitere Juden das Land; 2002 bekannten sich in Rumänien noch 5.870 Personen zur jüdischen Nationalität, 6.179 zum jüdischen Glauben. Die Zahl der Glaubensgemeinden ging von 67 im Jahr 1990 auf 33 im Jahr 2002 zurück.
Seit Beginn der 1990er Jahre begannen zögernd eine öffentliche Diskussion und eine Aufarbeitung der rumänischen Beteiligung am Holocaust. Dies verlief recht widersprüchlich. Bis nach 2000 wurde in den Medien ein überwiegend positives Bild von Ion Antonescu gezeichnet. 1991 gedachte das rumänische Parlament an ihn mit einer Schweigeminute, zahlreiche Straßen wurden nach ihm benannt. Vielfach wurde (wie schon kurz nach dem Krieg) behauptet, Antonescu habe die Juden nicht verfolgt, sondern gerettet, indem er ihre Auslieferung an NS-Deutschland verhindert habe. Auch wurden Juden von einigen Rumänen für die Etablierung der Herrschaft der Kommunistischen Partei verantwortlich gemacht; eine Bestätigung für diese These wurde in der Tatsache gesehen, dass vor und unmittelbar nach dem Zweiten Weltkrieg Juden innerhalb der (zahlenmäßig sehr kleinen) Kommunistischen Partei, aber auch im Geheimdienst Securitate im Vergleich zum Anteil an der Gesamtbevölkerung deutlich überrepräsentiert waren.
Seine hauptsächliche politische Ausdrucksform fand der Antisemitismus im postkommunistischen Rumänien durch das Auftreten und den Erfolg der Großrumänienpartei von Corneliu Vadim Tudor. Der bekennende Antonescu- und Ceaușescu-Anhänger machte besonders die Juden, aber auch Ungarn und Roma für alle negativen Aspekte in der jüngeren rumänischen Geschichte verantwortlich. Bei der Präsidentschaftswahl in Rumänien 2000 erreichte Tudor im zweiten Wahlgang 33 % der Stimmen. Im Jahre 2004 verkündete er seinen Wandel vom Anti- zum Philosemiten, die er mit einer religiösen Erfahrung erklärte.
Noch im Juli 2003 bagatellisierten der rumänische Präsident Ion Iliescu und der damalige rumänische Kulturminister in ihren Erklärungen den Holocaust und nährten damit den Glauben, dass der Holocaust in Rumänien nicht stattgefunden habe. Nach einem internationalen Aufschrei über diese Äußerungen berief Iliescu im Oktober 2003 die von dem Friedensnobelpreisträger Elie Wiesel geleitete Wiesel-Kommission ein, um den Holocaust in Rumänien auf der Grundlage neuester historischer Erkenntnisse zu erforschen. Die Kommission legte ihren Abschlussbericht Ende 2004 vor. Die rumänische Regierung erkannte die Ergebnisse des Abschlussberichtes an und räumte ein, dass sich Rumänien unter dem Regime von Ion Antonescu vorsätzlich am Holocaust während des Zweiten Weltkrieges beteiligt hat. Der Bericht der Wiesel-Kommission, der unter anderem der Rabbiner Menachem Hacohen, der Diplomat Meir Rosenne, die israelische Abgeordnete Colette Avital und der Historiker Jean Ancel angehörten, dokumentiert auch den weitverbreiteten Antisemitismus in Rumänien vor dem Zweiten Weltkrieg.

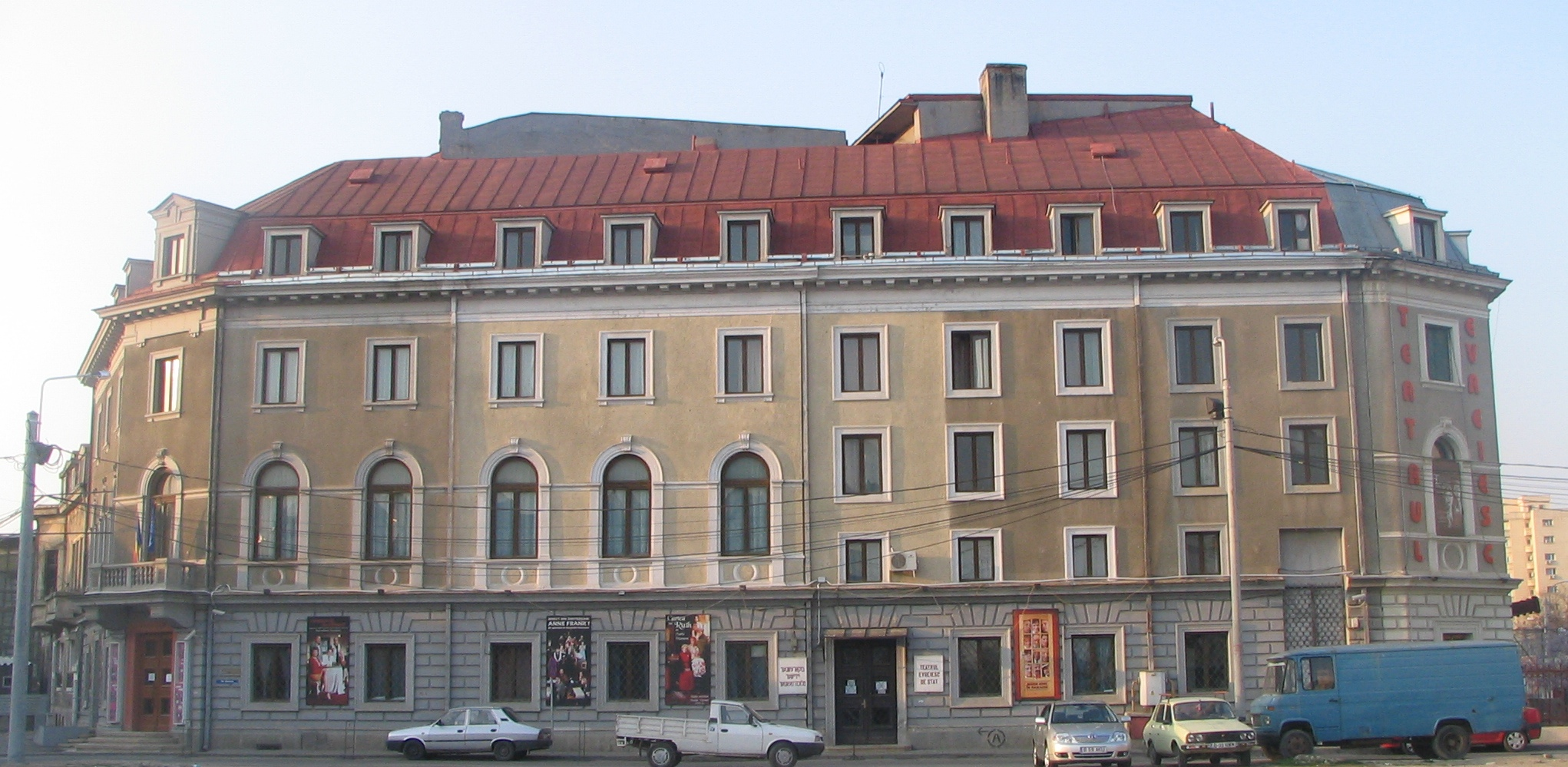
Jüdisches Theater in Bukarest (2007)

Einer Empfehlung der Wiesel-Kommission folgend, beging Rumänien am 9. Oktober 2004 erstmals den Tag des Holocaustes (rumänisch Ziua Holocaustului). Zu diesem Anlass drückte Präsident Ion Iliescu die allgemeine Trauer über „250.000 Juden aus, die in Territorien unter rumänischer Administration getötet wurden“. Am 9. Oktober 2006 erfolgte die Grundsteinlegung für eine Gedenkstätte durch Staatspräsident Traian Băsescu, die vom siebenbürgisch-sächsischen Bildhauer Peter Jacobi gestaltet und im Oktober 2009 von Băsescu eingeweiht wurde.
Die jüdische Kultur spielt wegen der geringen Zahl an Juden in Rumänien keine große Rolle mehr. In zahlreichen Städten existieren noch Synagogen, die teilweise unter Denkmalschutz stehen.
In Bukarest gibt es ein Jüdisches Theater. Der Verlag Hasefer publiziert in mehreren Sprachen Bücher über das Judentum. In mehrwöchigen Abständen erscheint die Zeitschrift Realitatea Evreiască („Die jüdische Realität“) in hebräischer Sprache.
Die 1997 gegründete Partei Federația Comunităților Evreiești din România (Föderation der jüdischen Gemeinschaften Rumäniens) erhielt bei den Parlamentswahlen 2008 22.393 Stimmen und damit deutlich mehr, als sich im Land zum Judentum bekennen. Damit ist ein Mitglied dieser Partei in der rumänischen Abgeordnetenkammer vertreten.

## Bekannte Rumänen mit jüdischen Wurzeln
Rumänien ist das Geburtsland zahlreicher bekannter Persönlichkeiten mit jüdischen Wurzeln. Dazu gehören der Autor Felix Aderca, die Nachrichtendienstoffizierin Vera Atkins, die Widerstandskämpferin Olga Bancic, die Maler Victor Brauner und Reuven Rubin, der Chemiker Lazăr Edeleanu, der Dichter Benjamin Fondane, der Schriftsteller Mihail Sebastian, der Rechtsanwalt und Historiker Serge Klarsfeld, der Arzt und Psychiater Jacob Levy Moreno, der Rabbiner und Vater des konservativen Judentums Solomon Schechter, der Psychologe Serge Moscovici, die Politikerin Ana Pauker, der Schauspieler Edward G. Robinson, der Schriftsteller Tristan Tzara, der Schauspieler Mircea Krishan, der Psychologe David Wechsler sowie der Schriftsteller Elie Wiesel. Auch die Eltern des US-amerikanischen Sängers Art Garfunkel sowie der Politiker Michael Howard (Vereinigtes Königreich) und Jean-François Copé (Frankreich) waren rumänische Juden.

### Geschichte der Juden in Rumänien bis ins frühe 20. Jahrhundert
- Johann Daniel Ferdinand Neigebaur: Die Juden in der Moldau und Walachei. In: Heinrich Müller Malten (Hrsg.): Neueste Weltkunde. Band 1, Heinrich Ludwig Brönner, Frankfurt am Main 1848, S. 250–262.
- Johann Daniel Ferdinand Neigebaur: Gesammelte Skizzen geschichtlich-statistisch-politischen Inhalts. Breslau 1854.
- Siegfried von Kortzfleisch: Juden und Christen in Rumänien. In: Kirche und Synagoge. Handbuch zur Geschichte von Christen und Juden. Darstellung mit Quellen. Herausgegeben von Karl Heinrich Rengstorf und Siegfried von Kortzfleisch. 2. Band, Klett Verlag, Stuttgart 1969, S. 606–638.
- Iuliu Barasch: Etwas über die gegenwärtigen Verhältnisse der Juden in den beiden Donaufürstenthümern (Moldau-Walachei), In: Kalender und Jahrbuch für Israeliten für das Jahr 5615 (1854–1855), Wien 1854, S. 245–280.
- Bernard Lazare: Die Juden in Rumänien. H. S. Hermann, Berlin 1902.
- Simon Bernstein: Die Judenpolitik der rumänischen Regierung. Kopenhagen 1918.
- Jancu Meer Cargher: Die Judenfrage in Rumänien. Kriegspolitische Einzelschriften, 21, Berlin 1918.
- Carol Iancu: Les Juifs en Roumanie (1866 - 1919). De l'exclusion à l'émancipation. Etudes historiques, 4. Aix-en-Provence 1978
- Beate Welter: Die Judenpolitik der rumänischen Regierung 1866–1888. Peter Lang, Frankfurt am Main 1989, ISBN 3-631-40490-5.
- Friedrich Battenberg: Das Europäische Zeitalter der Juden – Zur Entwicklung einer Minderheit in der nichtjüdischen Umwelt Europas. Band 2: Von 1650 bis 1945. 2. Auflage. Darmstadt 2000, S. 250–257: Emanzipationsfortschritte in Gesamteuropa, insbesondere Entwicklung Ost- und Südosteuropas.
- Victor Rusu: Damals im Schtetl – jüdisches Leben in Rumänien. Erlebte und überlieferte Geschichten. Hartung-Gorre, Konstanz 2001, ISBN 3-89649-671-9.
- Ladislau Gyémánt: Die Juden in Siebenbürgen bis zum 18. Jahrhundert. In: Volker Leppin, Ulrich A. Wien (Hrsg.): Konfessionsbildung und Konfessionskultur in Siebenbürgen in der Frühen Neuzeit. Franz Steiner, Wiesbaden 2005, S. 191–200.
- Mariana Hausleitner: Deutsche und Juden in Bessarabien 1814–1941. Zur Minderheitenpolitik Russlands und Großrumäniens. Institut für Deutsche Kultur und Geschichte Südosteuropas (IKGS), München 2005, ISBN 3-9808883-8-X.
- Mariana Hausleitner: Iași. In: Dan Diner (Hrsg.): Enzyklopädie jüdischer Geschichte und Kultur (EJGK). Band 3: He–Lu. Metzler, Stuttgart/Weimar 2012, ISBN 978-3-476-02503-6, S. 106–112.
- Gabriel Asandului: Istoria evreilor din România (1866/1938). Institutul European, Iași 2003, ISBN 973-611-128-8.
- Joachim F. Cotaru: Die Forderung nach Verleihung der Staatsbürgerschaft für die jüdische Bevölkerung Rumäniens im Friedensvertrag von Bukarest 1918. Magisterarbeit, Hagen 2012 (PDF-Datei: 674 kB; 114 Seiten, leicht korrigierte Fassung vom April 2013).

### Antisemitismus und Holocaust
Dokumente
- Institutul Național pentru Studierea Holocaustului din România „Elie Wiesel“ (Hrsg.): Pogromul de la Iași (28–30 iunie 1941). Prologul Holocaustului din România. Iași 2006 (PDF-Datei (Memento vom 23. Juli 2011 im Internet Archive) auf inshr-ew.ro).
- Abschlussbericht: Comisia internaţionalăpentru studierea holocaustului în România: Raport final. Iaşi 2005.
- International Commission on the Holocaust in Romania (Hrsg.): Final Report of the International Commission on the Holocaust in Romania. Bukarest 2004.

Forschung
- Hildrun Glass: Deutschland und die Verfolgung der Juden im rumänischen Machtbereich 1940–1944. Oldenbourg, München 2014, ISBN 978-3-486-72293-2.
- Simon Geissbühler: Blutiger Juli – Rumäniens Vernichtungskrieg und der vergessene Massenmord an den Juden 1941. Schöningh, Paderborn 2013, ISBN 978-3-506-77675-4.
- Benjamin Grilj (Hrsg.): Schwarze Milch – Zurückgehaltene Briefe aus den Todeslagern Transnistriens. Studien Verlag, Innsbruck 2013, ISBN 978-3-7065-5197-7.
- Jill Culiner: Fusgeyer. In: Dan Diner (Hrsg.): Enzyklopädie jüdischer Geschichte und Kultur (EJGK). Band 2: Co–Ha. Metzler, Stuttgart/Weimar 2012, ISBN 978-3-476-02502-9, S. 393–396.
- Egon Balas: Der Wille zur Freiheit – Eine gefährliche Reise durch Faschismus und Kommunismus. Springer, Berlin 2011, ISBN 978-3-642-23920-5 (S. 57–162 zur Verfolgung der Juden von 1941 bis 1944 und den Antisemitismus in der Nachkriegszeit).
- Mariana Hausleitner: Die Auseinandersetzung mit dem Holocaust in Rumänien. In: Micha Brumlik, Karol Sauerland (Hrsg.): Umdeuten, verschweigen, erinnern – Die späte Aufarbeitung des Holocaust in Osteuropa. Campus, Frankfurt am Main 2010, ISBN 978-3-593-39271-4, S. 71–89.
- Andrei Oișteanu: Konstruktionen des Judenbildes – Rumänische und ostmitteleuropäische Stereotypen des Antisemitismus. Frank und Timme, Berlin 2010, ISBN 978-3-86596-273-7.
- Brigitte Mihok (Hrsg.): Holocaust an der Peripherie – Judenpolitik und Judenmord in Rumänien und Transnistrien 1940–1944. Metropol, Berlin 2009, ISBN 978-3-940938-34-3.
- Siegfried Jägendorf: Das Wunder von Moghilev – Die Rettung von zehntausend Juden vor dem rumänischen Holocaust. Transit, Berlin 2009, ISBN 978-3-88747-241-2.
- Armin Heinen: Rumänien, der Holocaust und die Logik der Gewalt. Oldenbourg, München 2007, ISBN 3-486-58348-4.
- Saul Friedländer, Martin Pfeiffer: Das Dritte Reich und die Juden: Die Jahre der Vernichtung, 1939–1945. Beck, München 2006, ISBN 978-3-406-56681-3.
- Andrej Angrick: Besatzungspolitik und Massenmord: Die Einsatzgruppe D in der südlichenSowjetunion 1941–1943. Hamburger Edition, Hamburg 2003, ISBN 3-930908-91-3.
- Mariana Hausleitner (Hrsg.): Rumänien und der Holocaust – Zu den Massenverbrechen in Transnistrien 1941–1944. Metropol, Berlin 2001, ISBN 3-932482-43-3.
- Mariana Hausleitner: Die Rumänisierung der Bukowina. Oldenbourg, München 2001, ISBN 3-486-56585-0
- Mariana Hausleitner, Viorel Achim: The Romanian Population Exchange Project Elaborated by Sabin Manuila in October 1941. In: Jahrbuch des italienisch-deutschen historischen Instituts in Triest. Band 27, 2001, S. 593–617 (englisch).
- Radu Ioanid: The Holocaust in Romania, the Destruction of Jews and Gypsies Under the Antonescu Regime 1940-1944. Dee, Chicago 1999, ISBN 1-56663-256-0 (Vorwort von Elie Wiesel, Einführung von Paul A. Shapiro).
- Rainer Ohliger: Vom Vielvölkerstaat zum Nationalstaat – Migration aus und nach Rumänien im 20. Jahrhundert. In: Heinz Fassmann, Rainer Münz (Hrsg.): Migration in Europa. Campus, Frankfurt am Main 1996, ISBN 3-593-35609-0, S. 285–302.
- Alexandre Safran: „Den Flammen entrissen“. Die Jüdische Gemeinde in Rumänien 1939–1947. Erinnerungen. A. Francke, Tübingen 1995, ISBN 3-7720-2148-4.
- Mirjam Korber: Deportiert. Jüdische Überlebensschicksale aus Rumänien 1941–1944. Ein Tagebuch. Mit einer Familiengeschichte von Sylvia Hoisie-Korber und einem Bericht über das Massaker in Jassy 1941 von Henry L. Eaton. Hartung-Gorre, Konstanz 1993, ISBN 3-89191-617-5.
- Claus Stephani: „War einer Hersch, Fuhrmann“. Leben und Leiden der Juden in Oberwischau. Erinnerungsgespräche. Athenäums, Frankfurt am Main 1991, ISBN 3-445-08562-5.

### Geschichte der Juden in Rumänien nach 1945
- Hildrun Glass: Minderheit zwischen zwei Diktaturen – Zur Geschichte der Juden in Rumänien 1944–1949. Oldenbourg, München 2002.
- Hildrun Glass: Das Verschwinden einer Minderheit – Die Auswanderung der Juden aus Rumänien nach 1944. In: Konrad Clewing, Oliver Jens Schmitt (Hrsg.): Südosteuropa. Festschrift für Edgar Hösch. Oldenbourg, München 2005, ISBN 978-3-486-57888-1, S. 383–408.